# Слівакув
Слівакув (пол. Śliwaków) — село в Польщі, у гміні Кломниці Ченстоховського повіту Сілезького воєводства.
Населення — 91 особа (2011).
У 1975-1998 роках село належало до Ченстоховського воєводства.

## Демографія
Демографічна структура станом на 31 березня 2011 року:
|          | Загалом | Допрацездатний вік | Працездатний вік | Постпрацездатний вік |
| -------- | ------- | ------------------ | ---------------- | -------------------- |
| Чоловіки | 46      | 4                  | 34               | 8                    |
| Жінки    | 45      | 5                  | 27               | 13                   |
| Разом    | 91      | 9                  | 61               | 21                   |